# Antiaritmici
Antiaritmici jesu lijekovi za liječenje nepravilnog ritma rada srca. Kao antiaritmici mogu se primjenjivati četiri skupine kardioloških lijekova - blokatori natrijevih i kalijevih kanala - antiaritmici u užem smislu, beta blokatori, blokatori kalcijevih kanala i srčani glikozidi (digoksin, metildigoksin). Međutim, pojam antiaritmici obično je rezerviran samo za blokatore natrijevih i kalijevih kanala, pa stoga kažemo da su blokatori natrijevih kanala antiaritmici u užem smislu.

## Terapija
Cilj terapije antiaritmicima jest umiriti odašiljanje impulsa i modificirati poremećeno provođenje impulsa. U tu svrhu se primjenjuju blokatori natrijevih kanala, blokatori kalijevih kanala, blokatori kalcijevih kanala ili/i beta blokatori. Antiaritmici smanjuju automativnost, provodljivost i podražljivost srca ili povećavaju period oporavka srca. Učinak antiaritmika izraženiji je kod ozlijeđenog srčanog tkiva nego kod zdravog srčanog tkiva.
Unatoč golemom kliničkom iskustvu u liječenju aritmija, stavovi o racionalnoj terapiji aritmija se stalno mijenjaju - počesto se ne zna kako će određeni pacijent reagirati na određeni antiaritmik, hoće li mu pomoći ili odmoći. Uzrok tome je činjenica da se kod svakog pojedinog pacijenta točni elektrofiziološki mehanizmi nastanka aritmija ne mogu sa sigurnošću odrediti, nego samo pretpostaviti. Kada bi bilo moguće točno odrediti mehanizme aritmije svakog pojedinog pacijenta tada bi i određivanje prave terapije bilo puno točnije. Nadalje, većina antiaritmika i sami mogu izazvati aritmije, pa njihova upotreba nije bezazlena, nego se pacijent mora promatrati ako dođe do određenih neželjenih poremećaja. 

## Vaughan-Williamsova podjela
Prema široko prihvaćenom Vaughan-Williamsovom sustavu antiaritmike dijelimo na četiri skupine i tri podskupine: 
- I skupina
  - Ia skupina - kinidin, spartein, ajmalin, prajmalin, lorajmin, prokainamid, diizopiramid
  - Ib skupina - lidokain, meksiletin, tokainid
  - Ic skupina - propafenon, flekainid, enkainid
- II skupina - sotalol, atenolol, metoprolol (beta-blokatori)
- III skupina - amiodaron, bretilij (blokatori kalijevih kanala)
- IV skupina - verapamil, diltiazem (blokatori kalcijevih kanala)

Osim njih, za liječenje aritmija primjenjuju se i srčani glikozidi kao što je digoksin i metildigoksin te adenozin. Antiaritmici skupina II jesu, zapravo, beta-blokatori, dok su antiaritmici skupine IV zapravo blokatori kalcijevih kanala. Po anatomsko-terapijsko-kemijskoj klasifikaciji skupine II i IV su odvojene zasebne farmakoterapijske skupine.
Skupine I i III smatraju se antiaritmicima u užem smislu te riječi. Prokainamid i lidokain su ujedno i lokalni anestetici. Klinički najznačajniji antiaritmici jesu diizopiramid, meksiletin, propafenon i amiodaron. 

### Skupina I.
Antiaritmici skupine I. blokiraju utok natrija u stanice srčanog mišića. Time se mijenjaju elektrofiziološke karakteristike srčanog mišića pa se smanjuje podražljivost stanice i usporava se brzina depolarizacije stanice u fazi 0 pa skok sa -60 mV na +30 mV nije tako strm. Dolazi do smanjenja brzine provođenja impulsa u srcu, i blokirana je automativnost srca u nepovoljnim situacijama. 
Zbog razlika u djelovanju na natrijeve kanale i zbog dodatnih učinaka ne djeluju svi blokatori natrijevih kanala na isti način. Naime, jako je bitno koliko dugo pojedini antiaritmici djeluju na natrijeve kanale i utječu li ti aritmici na kalijeve i kalcijeve kanale. Stoga skupinu I dijelimo na podskupine Ia, Ib i Ic. 

#### Skupina I.a
Antiaritmici I.a skupine (diizopiramid) djeluju na natrijeve kanale od 1 do 10 sekundi, ali djeluju i blokirajući kalijeve kanale pa dolazi do produženja ukupnog vremena akcijskog potencijala. Primjenjuju se u terapiji tahikardije i fibrilacije atrija, Wolf-Parkinson-Whiteovog sindroma, supraventrikulskih i ventrikulskih aritmija te ventrikulskih paroksizmalnih tahikardija.

#### Skupina I.b
Antiaritmici I.b skupine (lidokain, meksiletin) djeluju na natrijeve kanale kratko, manje od 1 sekunde, skraćuju ukupno vrijeme trajanja akcijskog potencijala, pa je učinak takvih lijekova je najvidljiviji kod jakih tahikardija i u tkivu koje pati od nedostatka kisika (ishemično tkivo). Primjenjuju se u ventrikulskim aritmijama, ako su simptomi vrlo teški i/ili ako po mišljenju liječnika ugrožavaju život, prevenciji i liječenju akutnih ventrikularnih aritmija tijekom manipulacija na srcu, kardijalnih operativnih zahvata ili akutnog infarkta miokarda.

#### Skupina I.c
Antiaritmici I.c skupine (propafenon, flekainid) blokiraju natrijeve kanale dosta dugo, više od 10 sekundi. Zbog toga su natrijevi kanali blokirani i u sistoli fazi podražaja i u fazi mirovanja, pa to dovodi do značajnog usporavanja provođenja impulsa u srcu. Rabe se u liječenju tahikardija iz AV čvora, supraventrikulskih tahikardije u Wolf-Parkinson-Whiteovom sindromu ili paroksizmalna fibrilacija atrija. Također, upotrebljavaju se za liječenje ventrikulskih tahikardija.

### Skupina II.
Antiaritmici II. skupine zapravo su beta-blokatori. Blokirajući beta-1-adrenergičke receptore u srcu blokiraju utjecaj simpatikusa na srce i usporavaju srčanu frekvenciju. Antiaritmička svojstva imaju većina beta-blokatora ali kao antiaritmik upotrebljava se uglavnom sotalol. On se primjenjuje za liječenje ventrikulskih tahikardija, prevenciji kronične fibrilacije atrija i za prevenciju paroksizmalne fibrilacije atrija.

### Skupina III.
Antiaritmici III. skupine (amiodaron, bretilij) blokatori uglavnom blokiraju kalijeve kanale, ali i natrijeve i kalcijeve kanale. Oni produžuju akcijski potencijal, ali ne mijenjaju nagib 0 faze akcijskog potencijala. Upotrebljavaju se za liječenje ventrikularnih tahikardija, poremećaja srčanog ritma, povezanih s Wolf-Parkinson-Whiteovog sindroma, te atrijske fibrilacije i undulacije. 

### Skupina IV.
Antiaritmici IV. skupine su blokatori kalcijevih kanala s pretežitim učinkom na srce - verapamil i diltiazem. Blokirajući kalcijeve kanale oni blokiraju utok kalcija u srčane stanice tijekom faze 2 (plato). Zbog toga dolazi do usporenja provođenja impulsa kroz AV čvor, a smanjuje se i učestalost izbijanja SA čvora, pa dolazi do umirenja tahikardije. Rabe se kod atrijske paroksizmalne tahikardije, ventrikularnih ekstrasistola i atrijskih fibrilacija. 